# パチスロバトルリーグ
「パチスロバトルリーグ」はパチ・スロ サイトセブンTVで放送されたパチスロ番組。本放送は2005年10月より2017年9月。放送時間は1時間。
現在はパチ・スロ サイトセブンTVや
amazon Prime Video、
TSUTAYA TV、
GYAO!などで一部シーズンのネット視聴が可能（2019年10月1日現在）

## 概要
主に辰巳出版発行『パチスロ必勝本』のライターが出演。半年間を1シーズンとして、計24シーズン放送された。パチスロライター同士が完全自腹で戦うガチバトルをメインに、打っている機種のアツイポイントを見せたり、基本的な打ち方などを解説するなどパチスロの楽しさを視聴者に伝えることを趣旨とした番組。番組開始当初は、4名での総当たり戦からスタートしたが、番組内容が固まった第4シーズン以降は、各シーズン出演者は6名。3名ずつ2チームに分かれ、それぞれ総当たり戦でトップを争い，各チームのトップ同士で優勝決定戦が行われた。
基本的なルールは、資金は完全自腹、1対1のシングルマッチ。対戦時間は開店からおおよそ午後7時まで。勝敗は差枚数（出した枚数から使った枚数を引いた枚数）により決定。勝敗により獲得したポイントにより順位が決定。
ポイントについては、シーズンごとに若干ルールが異なり、番組当初は打った台の設定を当てることにより得る設定ポイントが順位の浮沈に大きく影響していたが、第13シーズン以降は設定ポイントが無くなり、獲得した枚数による枚数ポイントが順位決定に大きく影響を与えていた。
放送では、一対戦を前半戦・後半戦と分けて放送。例外的に優勝決定戦（第3～19シーズン）、最下位決定戦のみ終日の対戦を1回で放送。
（優勝決定戦も第20シーズン以降は前後半戦での放送となる）

## 番組の流れ
1日実戦を前後半2回に分けて放送。当日は2対戦同時に収録されていた。前後半ともにオープニングトーク～実戦～エンディングトークという構成が基本パターン

### 前半戦
その回の出場者によるオープニングトークでスタート。当日のイベント内容などを踏まえながら（13シーズン以降はイベント告知無し）当日の狙い台やNG機種の指定などをおこなった。
使用ホールの宣伝告知を挟んで実戦スタート。前半戦は概ね昼過ぎまで実戦して終了し、前半戦エンディングへ。
前半戦で打った機種や差枚数を発表。この時点での対戦者同士の展開を確認しつつ、打った台の手応え、もしくは後半戦は台移動する予定など立ち回りなどを話して番組終了。

### 後半戦
後半戦は前半戦のダイジェストからスタート。オープニングでは前半戦の展開を振り返りつつ、後半戦への意気込み、立ち回り方法など話しつつやりあう展開。

実戦時間は、1日を通して最低2500G以上消化のノルマがあるが、終了時間は午後6時を目安として、最大午後7時（7時時点ではRT中やART中でも強制終了となった）まで実戦が行われた。
後半戦エンディングでは、差枚数により仮の優劣を確認。その日打った台の設定予想が行われ、設定予想の当否により設定ポイントが加算され、最終的な勝敗が決定した。（第9シーズンからは高設定を当てることで勝ち点をプラスされることになった。また第13シーズン以降は設定ポイント自体が無くなった）

## 出演者
ウシオ（ただ1人全シーズンに出演）、悪★味、とっぱち、水瀬美香、梅屋シン、井上由美子、嵐、マコト、NBえーじ、飄、こーじ、ラッシー、ララ、うっちい、辻ヤスシ、スロカイザー、KEN蔵、矢野キンタ、木村アイリ（第1シーズン以外は登場順）
※それぞれの登場シーズンは「各シーズン詳細」を参照
ナレーター：東城光志

音楽：モダンガァール＆スナイパー「レインボー巡礼」「青空NewsWeek」（タイトルバックなどはシーズンごとに多様な曲が使われたが、オープニング＆エンディングトーク時などは全シーズンを通してこの2曲がメインで使われた）

## 各シーズン詳細
※「#ナンバー」はEPGによる番組放送回

### 第1シーズン（#１～#26）
【出演者】ウシオ、悪★味、とっぱち、水瀬美香
第1シーズンは、出場４名による総当たり戦。獲得ポイントで優勝が決定された。
ルールとして特徴的なことは、ホーム＆アウェー方式でホーム側が、その日に打ってよい機種を３台決め、その機種しか打ってはいけない縛りがあった。それゆえホーム側の得意機種やその日のイベント機種などが選ばれることが多かった。
最終戦はウシオが遅刻するという波乱のスタートの末、遅刻をしたウシオが4号機「吉宗」の設定6で5751枚出し逆転優勝となった。

各シーズン最終回は、シーズンを振り返る総集編を放送（第1～第19シーズン）
※#13はイレギュラーな特別編として「巨人の星Ⅲ」の実戦バトルが放送された
（出演者：しんのすけ、ウシオ、悪★味、嵐、ひさぴょん）

### 第2シーズン（#27～52）
【出演者】ウシオ、悪★味、とっぱち、水瀬美香
出演者は第1シーズンと変わらず。番組ルールの変更で、ホーム側に与えられていた本日の対戦機種3機種決定の他に番組推奨機種1～2機種が追加され、当日の実戦機種となった。また「お助けカード」制度が出来、指定機種以外も打つチャンスが出来た（お助けカードはシーズンを通して3回使用可能）これらにより実戦機種選択の幅が広がった。

シーズン優勝者はとっぱち。
※#39はイレギュラーな特別編として「秘宝伝スペシャル」を放送 （出演者：ウシオ、嵐、二階堂亜紀）

### 第3シーズン（#53～78）
【出演者】グループＡ：ウシオ、悪★味、梅屋シン　グループＢ：とっぱち、水瀬美香、井上由美子
このシーズンより出演者が6名になり、3名ずつの2チーム制（番組内ではグループＡ・グループＢと呼称）となる。
また対戦機種に関するルールが変更され、ホーム側がアウェー側に対し、その日に打ってはいけない機種（通称 NG機種）を1台決められるようになった（このルールは第24シーズンまで継承された）
各グループ内で総当たり戦となり、グループトップ同士で優勝決定戦が行われることとなる。

またこのシーズンでは、次シーズンから行われる最下位決定戦は行われておらず、各グループ最下位（梅屋シン・井上由美子）が脱落となるはずだったが、次シーズン参加者2名のうち1名が参加不可能となり、協議の結果、井上由美子のみ脱落となる（第3シーズン総集編より）

優勝決定戦は、悪★味ととっぱちで争われ、悪★味が初優勝。

### 第4シーズン（#79～104）
前シーズンの出演者のうち、井上由美子に代わり、嵐が新加入。

【出演者】グループＡ：ウシオ、水瀬美香、梅屋シン　グループＢ：悪★味、とっぱち、嵐
このシーズンより、各グループ3位同士が最下位決定戦を行い、負けた方が番組脱落という新ルールが生まれる。（#99 第６戦オープニングで発表）

優勝決定戦進出は、悪★味と梅屋シン。悪★味の2回目の優勝となる。

また最下位決定戦は同放送局の「パチスロ必勝本777」内で放送。対戦は各グループ3位だったウシオととっぱちで争われ、とっぱちが脱落となる。

（以降のシーズンも最下位決定戦は「パチスロ必勝本777」もしくは「バトルカップトーナメント」で放送。ただし第14シーズンのみパチスロバトルリーグの本放送で優勝決定戦の翌週に放送。）

### 第5シーズン（#105～130）
※このシーズンよりマコトが新加入

【出演者】グループＡ：ウシオ、悪★味、嵐　グループＢ：水瀬美香、梅屋シン、マコト
優勝決定戦進出は、悪★味とマコト。悪★味は3連覇となる3回目の優勝。

最下位決定戦は梅屋シンと嵐で争われ、梅屋シンが脱落。

### 第6シーズン（#131～156）
※NBえーじが新加入

【出演者】グループＡ：悪★味、嵐、マコト　グループＢ：ウシオ、水瀬美香、NBえーじ
優勝決定戦進出は、悪★味と水瀬美香。水瀬美香が初優勝。

最下位決定戦はマコトとNBえーじで争われ、NBえーじが脱落となる。

### 第7シーズン（#157～182）
※飄が新加入。また前シーズンで悪★味が勇退となり、悪★味に代わり梅屋シンが復活参戦

【出演者】グループＡ：ウシオ、嵐、飄　グループＢ：マコト、梅屋シン、水瀬美香
優勝決定戦進出は、飄と梅屋シン。飄が初出場のシーズンで初優勝する。

最下位決定戦はマコトと嵐で争われ、マコトが脱落となる。

### 第8シーズン（#183～208）
※こーじが新加入

【出演者】グループＡ：ウシオ、水瀬美香、こーじ　グループＢ：梅屋シン、嵐、飄
優勝決定戦進出は、飄と水瀬美香。飄が2シーズン連続2回目の優勝。

最下位決定戦は嵐とこーじで争われ、こーじが脱落となる。

### 第9シーズン（#209～234）
※とっぱちが返り咲き。2回目の登場

【出演者】グループＡ：ウシオ、嵐、とっぱち　グループＢ：梅屋シン、水瀬美香、飄
このシーズンより、今までの差枚数+設定ポイントで勝敗を決めていたルールが変更され、純粋に差枚数で勝敗を争うこととなる。設定ポイントは、勝敗とは別にボーナスポイントとして勝ち点として加算されるようになる。

優勝決定戦進出は、嵐と水瀬美香。水瀬美香が2回目の優勝。

最下位決定戦はとっぱちと飄で争われ、とっぱちが敗戦。
しかし梅屋シンが番組を抜ける為、とっぱちは残留となる。
※梅屋シンは、必勝本紙上においては勝ち組であり、3連覇した悪★味に代わり参加したのに1回も優勝出来ないのは面目ないので改めて出直したいというのが番組引退の理由とされた。

### 第10シーズン（#235～260）
※ラッシーが新加入

【出演者】グループＡ：ウシオ、飄、水瀬美香　グループＢ：嵐、ラッシー、とっぱち
優勝決定戦進出は、ウシオと嵐。ウシオの第1シーズン以来となる2回目の優勝。

最下位決定戦は水瀬美香ととっぱちで争われ、初期メンバーであった水瀬美香が脱落となる。

### 第11シーズン（#261～286）
※マコトが返り咲き。2回目の登場

【出演者】グループＡ：ウシオ、ラッシー、マコト　グループＢ：嵐、飄、とっぱち
前シーズンで水瀬美香が脱落となった為、第1シーズンから連続で出演しているのはウシオのみとなる。
優勝決定戦進出は、ラッシーと嵐。ラッシーが初優勝。

最下位決定戦はウシオととっぱちで争われ、とっぱちが2回目の脱落。

### 第12シーズン（#287～312）
※ララが新加入

【出演者】グループＡ：嵐、飄、マコト　グループＢ：ウシオ、ラッシー、ララ
優勝決定戦は、飄vsウシオ。飄が4シーズンぶり3回目の優勝。

最下位決定戦はマコトとララで争われ、ララが脱落となる。

### 第13シーズン（#313～338）
※うっちいが新加入

【出演者】グループＡ：ウシオ、嵐、うっちい　グループＢ：飄、ラッシー、マコト
このシーズンより設定ポイントの制度が完全に無くなった。勝敗は差枚数で決定し、それ以外にプラス収支で実戦を終えることや枚数ポイントにより勝ち点が加算されるルールとなる。

優勝決定戦は、うっちいvs飄。飄が2シーズン連続4回目の優勝。

最下位決定戦はウシオとラッシーで争われ、ラッシーが脱落となる。

※「うっちい」のライターネーム表記は、番組登場時は「うっちぃ」と「ぃ」の字が小文字であったが、その後大文字に変更されたので、ここでは大文字で統一。

### 第14シーズン（#339～365）
※このシーズンよりがとっぱちが再び返り咲き、3回目の出演となる

【出演者】グループＡ：ウシオ、飄、うっちい　グループＢ：嵐、とっぱち、マコト
優勝決定戦は、飄vs嵐。飄が3シーズン連続5回目の優勝。

最下位決定戦はウシオとマコトで争われ、マコトが2回目の脱落となる。

※このシーズンの最下位決定戦のみバトルリーグの本放送で放送される。その他のシーズンの最下位決定戦はパチスロ必勝本の系列番組内（「パチスロ必勝本777」や「バトルカップトーナメント」）で放送。

### 第15シーズン（#366～391）
※辻ヤスシが新加入

【出演者】グループＡ：嵐、うっちい、辻ヤスシ　グループＢ：ウシオ、とっぱち、飄
優勝決定戦は、嵐vs飄。嵐が参加12シーズン目での初優勝。
最下位決定戦はうっちいとウシオで争われ、うっちいが脱落。

※このシーズンより16：9のハイビジョン放送となる

### 第16シーズン（#392～417）
※スロカイザーが新加入

【出演者】グループＡ：ウシオ、飄、スロカイザー　グループＢ：嵐、とっぱち、辻ヤスシ
優勝決定戦は、嵐vsウシオ。嵐が2シーズン連続で優勝。
最下位決定戦は飄と辻ヤスシで争われ、飄が脱落。

### 第17シーズン（#418～443）
※このシーズンよりうっちいが新加入。わずか2シーズンでの返り咲き。

【出演者】グループＡ：嵐、スロカイザー、うっちい　グループＢ：ウシオ、とっぱち、辻ヤスシ
優勝決定戦は、ウシオvsうっちい。うっちいが返り咲いたシーズンで初優勝。
最下位決定戦はとっぱちと嵐で争われ、とっぱちが3回目の脱落。

### 第18シーズン（#444～469）
※マコトが返り咲き、3回目の参入

【出演者】グループＡ：ウシオ、辻ヤスシ、マコト　グループＢ：嵐、うっちい、スロカイザー
優勝決定戦は、マコトvs嵐。嵐が3回目の優勝。
最下位決定戦はうっちいと辻ヤスシで争われ、辻ヤスシが脱落。

※スロカイザーが「パチスロ化物語」で番組初の万枚達成（11612枚）（グループＢ 1回戦）

### 第19シーズン（#470～495）
※KEN蔵が新加入

【出演者】グループＡ：嵐、マコト、スロカイザー　グループＢ：ウシオ、うっちい、KEN蔵
優勝決定戦は、ウシオvsスロカイザー。ウシオが8シーズンぶり3回目の優勝。
最下位決定戦はうっちいと嵐で争われ、嵐が脱落。

※ウシオが「スーパービンゴネオ」で番組最高枚数　11791枚を獲得（グループＡ 4回戦）

### 第20シーズン（#496～521）
※このシーズンより初期メンバーでもあった水瀬美香が復活

【出演者】グループＡ：ウシオ、うっちい、スロカイザー　グループＢ：マコト、KEN蔵、水瀬美香
優勝決定戦は、スロカイザーvsマコト。マコトが初優勝。
最下位決定戦はウシオと水瀬美香で争われ、水瀬美香が脱落。

このシーズンより総集編が無くなり、優勝決定戦が前後半分けての放送となる。

### 第21シーズン（#522～547）
※このシーズンより飄が復活

【出演者】グループＡ：ウシオ、マコト、うっちい　グループＢ：スロカイザー、KEN蔵、飄
優勝決定戦は、マコトvsKEN蔵。マコトが2シーズン連続2回目の優勝。
最下位決定戦はうっちいとスロカイザーで争われ、スロカイザーが脱落。

### 第22シーズン（#548～574）
※矢野キンタが新加入

【出演者】グループＡ：ウシオ、飄、うっちい　グループＢ：マコト、KEN蔵、矢野キンタ
優勝決定戦は、飄vs矢野キンタ。飄が6回目の初優勝。
最下位決定戦はマコトとうっちいで争われ、マコトが脱落。
シーズン最終回（#574）に飄、矢野キンタ出演・解説による総集編を放送。第19シーズンまでの総集編とは違い、飄と矢野キンタによる名・珍場面の振り返りという内容となっていた。

### 第23シーズン（#575～600）
※スロカイザーが復活再加入

【出演者】グループＡ：ウシオ、飄、KEN蔵　グループＢ：うっちい、矢野キンタ、スロカイザー
優勝決定戦は、ウシオvsうっちい。ウシオが4回目の優勝。
最下位決定戦は飄とスロカイザーで争われ、飄が脱落。

### 第24シーズン（#600～627）
※木村アイリが新加入

【出演者】グループＡ：ウシオ、矢野キンタ、木村アイリ　グループＢ：うっちい、KEN蔵、スロカイザー
優勝決定戦は、うっちいvs矢野キンタ。うっちいが2回目の優勝。
最下位決定戦はKEN蔵と木村アイリで争われ、木村アイリが敗戦。
優勝決定戦の翌週にあたる最終回（#627）はバトルリーグ最終回SPとして、ウシオ解説によるバトルリーグ24シーズンを振り返る特別番組を放送。初期メンバーのインタビューやゲストに矢野キンタを交えてのコーナーなど全シーズンを網羅しての番組内容だった。

## 10周年記念番組
2016年1月にパチスロバトルリーグ10周年記念として特別番組「パチスロバトルリーグ 10th YEARS ANNIVERSARY CHAMPIONS BATTLE」を放送。初期メンバー（ウシオ、悪★味、とっぱち、水瀬美香）に嵐、飄を加えた6名で記念バトルを開催。放送は前後半戦2回に分け放送。前半戦の最後は6名の10年を振り返ってのトークコーナーがあった。
トップから最下位までの差が約千枚、1位と2位の差が88枚という僅差の戦いは、「花の慶次-戦極めし傾奇者の宴」から「クランキーコレクション」へと立ち回った嵐が優勝者となった。
| 順位   | 出演者名 | 最終差枚数 | 主な実戦機種                                                    |
| ------ | -------- | ---------- | --------------------------------------------------------------- |
| 優勝   | 嵐       | +865枚     | 花の慶次 戦極めし傾奇者の宴、クランキーコレクションなど3機種3台 |
| 2位    | 水瀬美香 | +777枚     | 北斗の拳 強敵、サンダーVリボルト 2機種3台                       |
| 3位    | 飄       | +484枚     | ゴッドイーター荒神ver. 計1台                                    |
| 4位    | 悪★味    | +288枚     | マイジャグラーⅡ、サンダーVリボルト 2機種3台                     |
| 5位    | ウシオ   | +221枚     | ニューキングハナハナ-30、沖ドキ！-30など4機種10台               |
| 最下位 | とっぱち | -233枚     | ハナビ、北斗の拳 転生の章など 4機種4台                          |